# یاس‌فنی‌سارو
یاس‌فِنی‌سارو (به مجاری:  Jászfényszaru) یک منطقهٔ مسکونی در مجارستان است که در ناحیه یاسبرنی واقع شده‌ و ۷۶٫۱۶ کیلومتر مربع مساحت و ۵٬۵۶۷ نفر جمعیت دارد.